# Joint Meritorious Unit Award
La Joint Meritorious Unit Award (de l'anglais "Récompense pour l'incorporation dans une unité méritoire mixte"), ou encore JMUA est une décoration militaire américaine créée par le secrétaire à la Défense Caspar Weinberger le 4 juin 1981 et officialisée par la directive 1348.27 du département de la Défense le 22 juillet 1982. La Joint Meritorious Unit Award est rétroactive jusqu'au 23 janvier 1979.
Cette récompense est le seul ruban aujourd'hui décerné par le département de la Défense et est l'équivalent de la Defense Superior Service Medal. Elle est décernée à ceux qui intègrent des unités ou des activités mixtes dont l'activité doit être soit menée à travers un commandement unifié, spécifiée ou combinée ou bien sous l'égide du secrétaire à la Défense, le chef d'Etat-major des Armées, le commandant d'un commandement unifié, spécifiée ou combinée, ou encore d'un secrétaire d'un département militaire qui aurait été désigné comme agent exécutif pour la secrétaire à la Défense.
La première organisation à recevoir la Joint Meritorious Unit Award fut la “Electronic Warfare During Close Air Support Joint Test Force”, décoration qu'elle reçut le 30 septembre 1982.
La Joint Meritorious Unit Award est un ruban, entouré d'une bande dorée. Le ruban est très similaire à la Defense Superior Service Medal, indiquant que les individus composant une unité recevant la Joint Meritorious Unit Award sont de facto éligibles à recevoir la Defense Superior Service Medal. La Joint Meritorious Unit Award peut être valorisée par le commandement à travers le décernement d'une ou plusieurs grappes de feuilles de chêne.